# Мурадов, Алексей Борисович
Алексе́й Бори́сович Мура́дян (2 июня 1963, Москва, РСФСР, СССР) — российский режиссёр театра и кино, сценарист и продюсер.

## Биография
Мурадов Алексей Борисович родился 2 июня 1963 года в Москве. Отец и мать - армяне.
В 1985 году окончил факультет театральной режиссуры Московского государственного института культуры (МГИК) (мастерская П. Г. Попова и Г. А. Калашниковой).
В 2000 году окончил режиссёрский факультет Высших курсов сценаристов и режиссёров (ВКСР) в Москве (мастерская режиссуры игрового фильма Алексея Юрьевича Германа и Светланы Игоревны Кармалиты).

### Карьера
Работал режиссёром во Всесоюзном объединении «Союзгосцирк», режиссёром в Театре-студии «На пятом этаже», режиссёром в Театре-студии «Темп» Союза театральных деятелей РФ, в Творческой мастерской «Эксперимент», Студии научно-популярных и просветительских программ Гостелерадио СССР, в телевизионной студии в НИИ «Электротехника» и др.
В 1993—2000 годах — режиссёр-постановщик многочисленных документальных фильмов и телепрограмм на телеканалах «ОРТ» и «ТВ Центр» (в том числе, авторских программ Эдварда Радзинского).
С 2001 года по настоящее время — продюсер, режиссёр и автор многочисленных художественных, телевизионных и документальных фильмов.
В 2013 году решением Высшей аттестационной комиссии при Министерстве образования и науки Российской Федерации Мурадову А. Б. присвоено учёное звание доцента по кафедре режиссуры кино и телевидения.
В 2014 году Алексей Мурадов получил квалификацию «Продюсер кино и телевидения» в Гуманитарном институте телевидения и радиовещания имени М. А. Литовчина.
С 23 декабря 2016 года заведует кафедрой киноискусства факультета медиакоммуникаций и аудиовизуальных искусств (факультета МАИС) Московского государственного института культуры (МГИК), входит в состав Учёного совета МГИК.
В 2017 году дебютировал в театре в качестве режиссёра-постановщика в спектакле «Скамейка» по одноимённой пьесе Александра Гельмана на сцене Московского театра-студии под руководством Олега Табакова.
Автор, продюсер и режиссёр свыше 20 документальных, художественных фильмов и телепрограмм, в том числе «Загадки Сталина» (премия «ТЭФИ» за лучший телевизионной документальный фильм года), «Канон» (гран-при журнала «ТВ парк»), «К берегам мира» (Большая золотая медаль на фестивале документальных фильмов, Flers, Франция), цикл документальных фильмов Ролана Быкова «Россия. Весь XX век», и многих других.
Автор и режиссёр ряда рекламных и музыкальных клипов.
Член Союза кинематографистов Российской Федерации, Гильдии кинорежиссёров России, Европейской киноакадемии.

## Творчество

### Работы в театре

#### Московский театр-студия под руководством Олега Табакова

##### Режиссёр
- 2017 — «Скамейка» по одноимённой пьесе Александра Гельмана (режиссёрский дебют Алексея Мурадова на театральной сцене; премьера — 14 марта 2017 года)[3][4].

### Фильмография

#### Режиссёр
- 2002 — «Змей»
- 2003 — «Правда о щелпах»
- 2005 — «Человек войны»
- 2006 — «Червь»
- 2007 — «Ночные сёстры»
- 2008 — «Дважды в одну реку»
- 2008 — «Двое под дождём»
- 2008 — «Течёт река Волга»
- 2010 — «Тульский Токарев»
- 2011 — «Катя. Продолжение»
- 2012 — «Жуков»
- 2013 — «Истребители»
- 2015 — «Власик. Тень Сталина»
- 2017 — «Апостасия»
- 2017 — «Снайпер. Офицер СМЕРШ»
- 2018 — «Тот, кто читает мысли (Менталист)»
- 2020 — «Триптих» (короткометражка)
- 2022 — «Чернобыль»
- 2024 — «Зло»
- 2025 — «Разящий луч»

#### Сценарист
- 2002 — «Змей»
- 2003 — «Правда о щелпах»

#### Продюсер
- 2002 — «Змей»
- 2003 — «Правда о щелпах» (исполнительный продюсер)

## Признание заслуг

### Ведомственные награды Российской Федерации

#### Награды Министерства обороны Российской Федерации
- 2012 — медаль «За укрепление боевого содружества» Министерства обороны Российской Федерации — за работу над многосерийным художественным фильмом «Жуков» (2012).

### Общественные награды и премии
- 2002 — приз «За мощный старт в кино» на Международном фестивале фильмов о правах человека «Сталкер» в Москве — «за фильм о трудных человеческих характерах, трагических судьбах» («Змей»)
- 2002 — гран-при «Конкурса дебютов» на Открытом российском кинофестивале «Кинотавр» в Сочи — за фильм «Змей» (2002)
- 2002 — приз «Фипресси» Международной федерации кинопрессы на «Конкурсе дебютов» Открытого российского кинофестиваля «Кинотавр» в Сочи — за фильм «Змей» (2002)
- 2002 — специальная премия за дебют Регионального совета Нижней Нормандии на кинофестивале российских фильмов в городе Онфлере (Франция) — за фильм «Змей» (2002)
- 2002 — приз за лучшую режиссуру Международного кинофестиваля восточно-европейского кино в Котбусе (Германия) — за фильм «Змей» (2002)
- 2002 — премия «Золотой овен» Гильдии киноведов и кинокритиков России в номинации «Лучший фильм-дебют» — за фильм «Змей» (2002)
- 2003 — приз прессы «За сердитую, но правдивую комедию» на кинофестивале «Улыбнись, Россия!» — за фильм «Правда о щелпах» (2003)
- 2013 — премия «Золотой орёл» в номинации «За лучший телевизионный сериал» за 2012 год — за телесериал «Жуков» (2012).
- 2013 — номинации на «профессиональный приз Ассоциации продюсеров кино и телевидения в области телевизионного кино»:
  - «Лучший телевизионный мини-сериал (5-16 серий)» (телесериал «Жуков»),
  - «Лучшая режиссёрская работа» (телесериал «Жуков»).
- Премия Европейской киноакадемии (приз Фасбиндера).
- Президентский грант на цикл телевизионных документальных фильмов.
- Специальный приз кинофестиваля «Амурская осень».
- Российская национальная телевизионная премия «ТЭФИ» фонда «Академия российского телевидения».
- Приз российского кинофестиваля «Созвездие».
- Премия «Золотой глобус» Голливудской ассоциации иностранной прессы (США).
- Международный кинофестиваль в Тегеране.
- Большая золотая медаль «ЮНЕСКО» на кинофестивале в городе Флер (Франция).
- Премия за лучший зарубежный фильм «Young Artist' Awards» (США).
- Приз «Серебряный витязь».
- Фильмы Алексея Мурадова были так же отмечены на следующих фестивалях:
  - Венецианский международный кинофестиваль,
  - Международный кинофестиваль в Торонто (Канада),
  - Международный кинофестиваль в Салониках (Греция),
  - Лондонский международный кинофестиваль (Великобритания),
  - Международный кинофестиваль в Братиславе (Словакия),
  - Фестиваль европейского кино в Будапеште (Венгрия),
  - Кинофестиваль независимого кино «Сандэнс» (США),
  - Международный кинофестиваль в Роттердаме (Нидерланды),
  - Международный кинофестиваль в Белграде (Сербия),
  - Международный кинофестиваль в Софии (Болгария),
  - Международный кинофестиваль в Кливленде (США),
  - Московский международный кинофестиваль,
  - Международный театральный фестиваль «Контакт» в Торуне (Польша),
  - Международный кинофестиваль в Стамбуле (Турция),
  - Международный кинофестиваль в Сингапуре,
  - и других.